# Chýnov (stacja kolejowa)
Chýnov – stacja kolejowa w miejscowości Chýnov, w kraju południowoczeskim, w Czechach. Znajduje się na linii 224 Tábor – Horní Cerekev, na wysokości 495 m n.p.m..  

## Linie kolejowe
- 224: Tábor – Horní Cerekev